# Pseudanthias leucozonus
Pseudanthias leucozonus es una especie de peces de la familia Serranidae en el orden de los Perciformes.

## Morfología
• Los machos pueden llegar alcanzar los 10 cm de longitud total.

## Hábitat
Es un pez  de mar de clima templado y asociado a los  arrecifes de coral que vive hasta los 40 m de profundidad.

## Distribución geográfica
Se encuentra en el Japón.